# 小行星7533
小行星7533（英語：7533）是一颗围绕太阳公转的小行星。1995年10月25日，清水義定、浦田武在那智胜浦町发现了此天体。
这颗小行星的绝对星等为285.6872662276894等。